# Museums Vledder
De Museums Vledder is een Nederlands museum in Vledder in de provincie Drenthe. Het meervoud 'Museums' in de naam verwijst naar de verschillende afdelingen, die elk als afzonderlijk museum beschouwd kunnen worden.

## Beschrijving
Het museum werd in 1998 opgericht door Henk en Erna Plenter. Zij richtten het voormalige gemeentehuis van Vledder in als museum.
Het museum bestaat uit meerdere onderdelen:
- de afdeling valse kunst
- de afdeling hedendaagse grafiek en glaskunst
- de afdeling Drentse kunst

In de afdeling valse kunst zijn onder andere werken te zien van de meestervervalsers Han van Meegeren, Geert Jan Jansen en David Stein. Vervalsers maken "echt" werk, dat ze niet met hun eigen naam signeren. Door met een beroemde naam te signeren brengt het op de markt meer op. Het museum toont vervalste werken van onder meer Mondriaan, Appel, Picasso, Dalí, Chagall, Ensor, Klee, Matisse, Heyboer, Slevogt, Emil Nolde, Lovis Corinth, Remington, en Rodin.
De afdeling glaskunst toont onder meer werken van Alvar Aalto en de afdeling Drentse kunst bevat werk van de Drentse schilder Louis Roessingh.